# Ligne de Sorgues - Châteauneuf-du-Pape à Carpentras
La ligne de Sorgues - Châteauneuf-du-Pape à Carpentras est une ligne de chemin de fer française qui relie la gare de Sorgues - Châteauneuf-du-Pape à celle de Carpentras dans le département de Vaucluse en région Provence-Alpes-Côte d'Azur. Elle a rouvert au service voyageurs le 25 avril 2015. Elle constitue la ligne 927 000 du réseau ferré national.

## Histoire

### Chronologie
- 31 août 1860 : déclaration d'utilité publique[1].
- 18 mai 1863 : ouverture de l'exploitation par la Compagnie PLM[1].
- 2 octobre 1938 : fermeture du service des voyageurs.
- 3 août 2012 : déclaration d'utilité publique du chantier pour la réouverture.
- 25 avril 2015 : réouverture du service des voyageurs par la SNCF.

### De l'ouverture à la fermeture du service voyageurs
À la suite de la déconfiture financière de la Compagnie du chemin de fer Grand-Central de France son démantèlement est organisé en 1857 au profit de la Compagnie du chemin de fer de Paris à Orléans et de la constitution de la Compagnie des chemins de fer de Paris à Lyon et à la Méditerranée (PLM). Cette dernière compagnie se voit octroyer, entre autres, la concession à titre éventuel d'un embranchement de Carpentras vers la ligne de Lyon à Avignon lors de sa création par la convention signée le 11 avril 1857 entre le ministre des Travaux publics et les Compagnie du chemin de fer de Paris à Lyon et PLM. Cette convention est approuvée par décret le 19 juin 1857. Une souscription publique est lancée le 12 mars 1857 en vue de former un capital de 3 000 000 de francs ; des actions de 500 francs promises à un intérêt de 5% sont garantis par la ville de Carpentras.
C'est en 1860, après de très nombreuses demandes des instances régionales, en particulier celles du conseil municipal de Carpentras, que la ligne est concédée à titre définitif au PLM. Elle est déclarée d'utilité publique par un décret impérial du 31 août 1860 qui rend sa concession définitive.
Les travaux de construction débutent en 1861 et la ligne est achevée le 15 mars 1863 et l'ouverture de l'exploitation a lieu le 18 mai 1863.
La desserte de Carpentras en antenne disparaît le 3 novembre 1894 lors de la mise en service de la ligne d'Orange à L'Isle-Fontaine-de-Vaucluse via Carpentras.
La ligne est fermée au service des voyageurs le 2 octobre 1938. Elle reste néanmoins ouverte au service des marchandises.

### Renouveau du service des voyageurs
La réouverture de la ligne au service des voyageurs est inscrite au projet État - Région 2007-2013, il prévoit également d'ouvrir de nouveau les gares de Carpentras, Sorgues, Entraigues-sur-la-Sorgue et de Monteux. La réouverture au trafic voyageurs est déclarée d’utilité publique par arrêté préfectoral le 3 août 2012,,,.
Les travaux débutent en 2013 pour une réouverture prévue fin 2014. Les travaux de réaménagement des gares, notamment celle de Carpentras sont ouverts en mars 2013. Ils sont également effectués sur 16 km de voies et la mise aux normes de 9 passages à niveau. Le coût, pour la ligne elle-même, est évalué à 79,75 millions d'euros,. 

Travaux sur la ligne
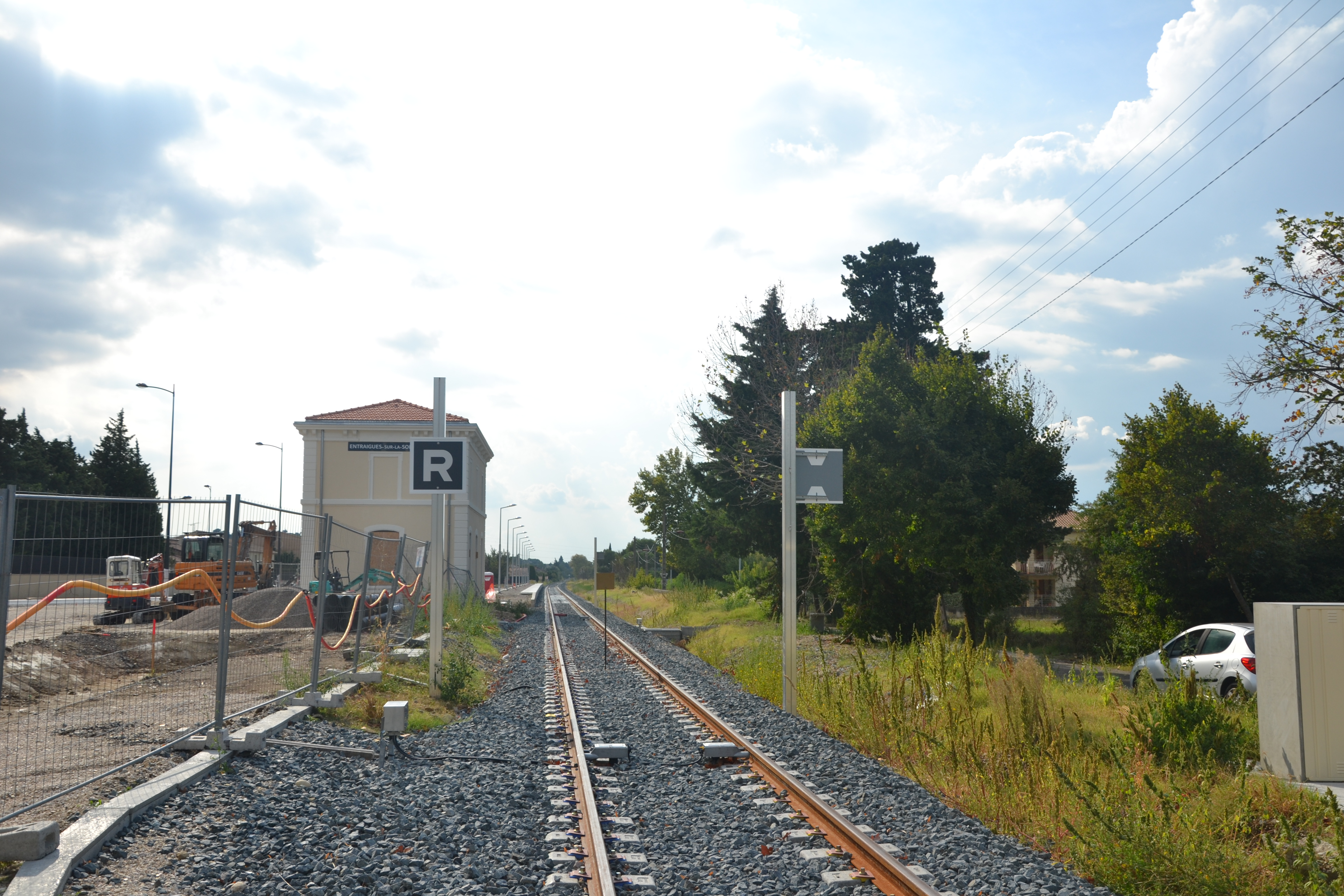
Gare d'Entraigues.
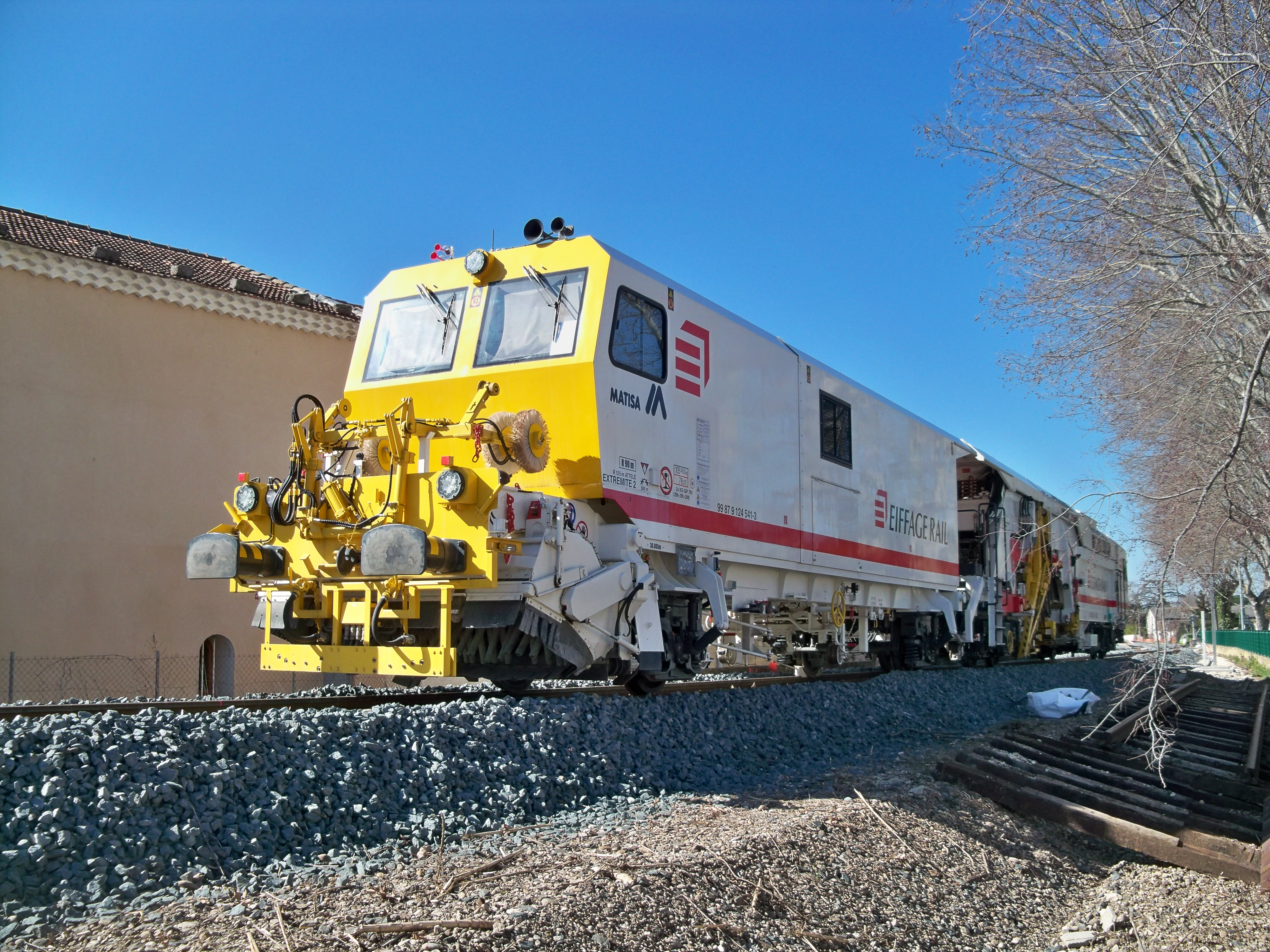
Matériel utilisé pour la réfection des voies
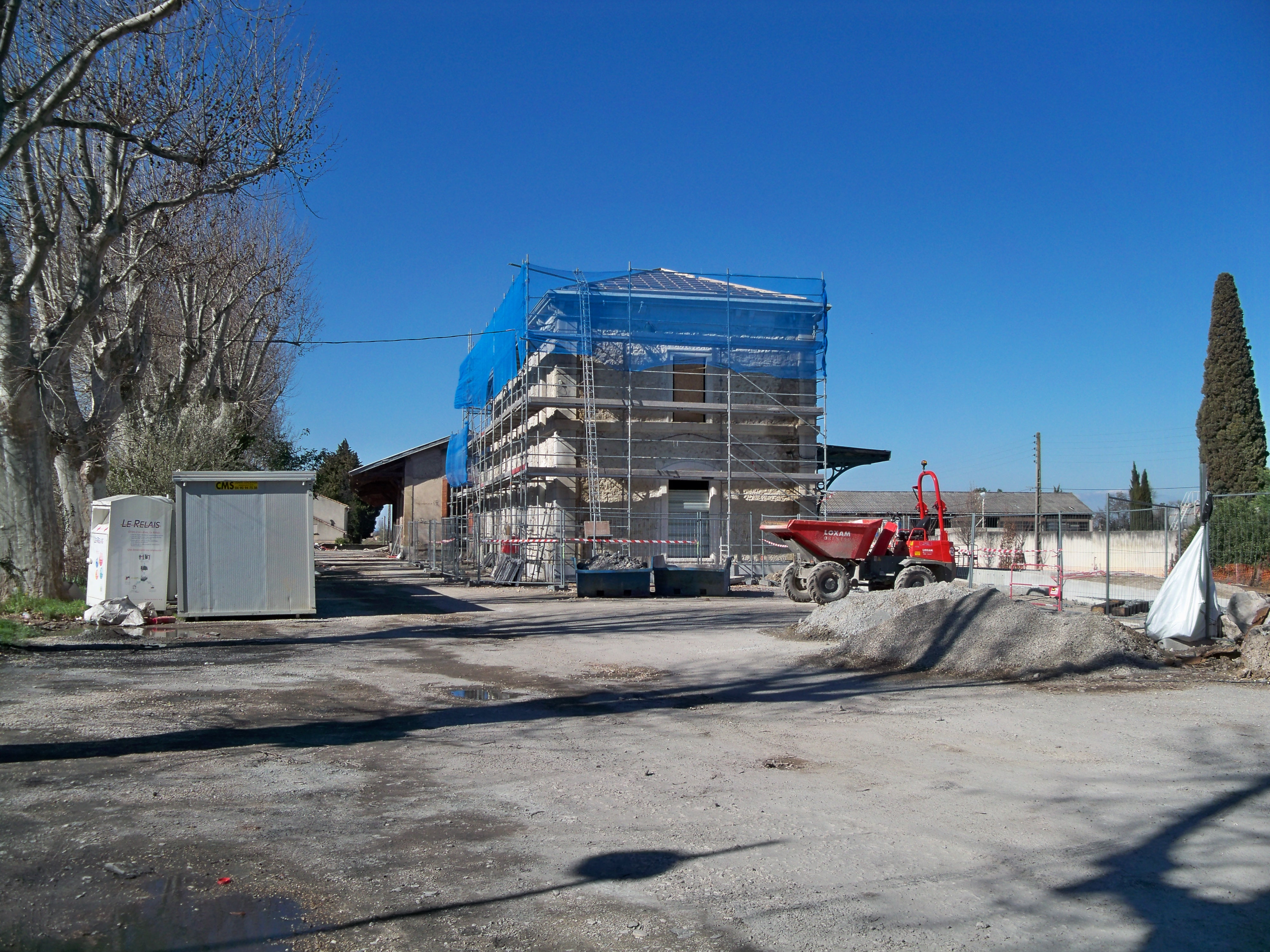
Gare de Monteux.

Les travaux ayant pris du retard, la réouverture de la ligne prévue pour le 14 décembre 2014 est repoussée. L'EPSF publie l'autorisation d'ouverture le 15 avril 2015. L'ouverture officielle a lieu le 25 avril 2015.

## Caractéristiques
C'est une ligne à voie unique au profil moyen, les déclivités ne dépassent pas 10,5 ‰. La commande des installations de sécurité (signaux, aiguillages) est assurée par le poste de commande centralisé de Sorgues, ce dernier télécommandant 2 postes d'aiguillages informatiques situés à Monteux et à Carpentras.

## Exploitation
La liaison entre Carpentras et la gare d'Avignon-Centre dure 30 min, celle vers la gare d'Avignon TGV, via la virgule d'Avignon, 40 minutes. L'infrastructure permet de faire circuler 19 trains de voyageurs et 2 trains de fret par jour et par sens. Il n'y a pas de trains de marchandises actuellement.